# مورفينة
المورفينة (الاسم العلمي: Morphina) هي عمارة من الحشرات تتبع فصيلة الحورائيات من رتبة حرشفيات الأجنحة.

## أجناس المورفينة
- المورفة